# Cyclocephala tylifera
Cyclocephala tylifera är en skalbaggsart som beskrevs av Höhne 1923. Cyclocephala tylifera ingår i släktet Cyclocephala och familjen Dynastidae. Inga underarter finns listade i Catalogue of Life.